# 奧利夫布里奇 (紐約州)
奧利夫布里奇（英語：Olivebridge）是位於美國紐約州阿爾斯特縣的非建制地區。

## 歷史
奧利夫布里奇的郵局自1843年營運至今。

## 地理
奧利夫布里奇所處的海拔為高於海平面173米（即568英呎），而該地所採用的時區為UTC-5，即北美东部时区（EST）。同時該地設有夏令時間，為UTC-5調快一小時，即UTC-4（EDT）。